# بلبل تايواني
بلبل تايواني (الاسم العلمي: Pycnonotus taivanus) (بالإنجليزية: Taiwan Bulbul)‏ هو نوع من الطيور يتبع جنس البلبل من فصيلة البلابل.